# 祖利爾·哈圖
祖利爾·哈圖（荷蘭語：Jorrel Hato，2006年3月7日—）是一名荷蘭職業足球員，司職中堅和左閘，現效力英超球會車路士，並代表荷蘭參加國際賽事。

## 球會生涯

### 早年生涯
哈圖出生於鹿特丹，並在當地球會鹿特丹斯巴達開始足球生涯。

### 阿積士
哈圖在2018年加入阿積士的青訓學院，並在2022年3月與球會簽下首份職業合約，為期至2025年7月。
2022年11月4日，他在阿積士青年隊對陣多德雷赫特的比賽中上演職業生涯地標戰。
2023年1月11日，他在阿積士對陣的荷蘭盃賽事中上演一隊地標戰，於下半場後備上陣，協助球隊以2–0勝出。同年2月5日，他在對陣SC甘堡爾的比賽中首次於荷甲賽事上陣，成為阿積士史上第三年輕於聯賽上陣的球員。五天後，他在阿積士青年隊對陣的荷乙比賽中射入職業生涯首個入球。同年4月30日，他在PSV燕豪芬的荷蘭盃決賽中正選上陣，但未能阻止球隊於十二碼階段落敗。他在2022–23賽季結束後獲頒發球會的阿卜杜勒哈克·努里奖。
哈圖在2023–24賽季成為一隊正選，儘管阿積士成績不濟，但哈圖仍獲英國《衛報》選為2006年出生的60位最有潛質球員。2023年11月25日，他在對陣維迪斯的比賽中首次為一隊入球，協助球隊以5–0大勝。在球會資深球員戴維·與相繼離隊，以及和各自傷出後，哈圖獲委任為球隊的其中一位副隊長。2023年12月14日，哈圖在對陣AEK雅典的歐霸盃賽事中首次擔任隊長，以17歲又282日之齡成為球會史上最年輕在歐洲賽事擔任隊長的球員。
2024年3月12日，哈圖與阿積士續約至2028年。
2024–25賽季，哈圖在新領隊麾下繼續擔任正選中堅，但亦會客串左閘。他在季尾獲選為隊內和荷甲球季最佳年輕球員。

### 車路士
2025年8月3日，英超球會車路士宣布簽入哈圖，合約為期七年，轉會費據報為3700萬鎊。

## 國家隊生涯
2021年11月，哈圖入選荷蘭U16。及後哈圖先後代表荷蘭U17和U21。
2023年11月，哈圖首次入選荷蘭國家隊。同月21日，他在對陣直布羅陀的2024年歐洲國家盃外圍賽中上演國家隊地標戰，於中場後備入替，協助球隊以6–0大勝。 

## 生涯統計

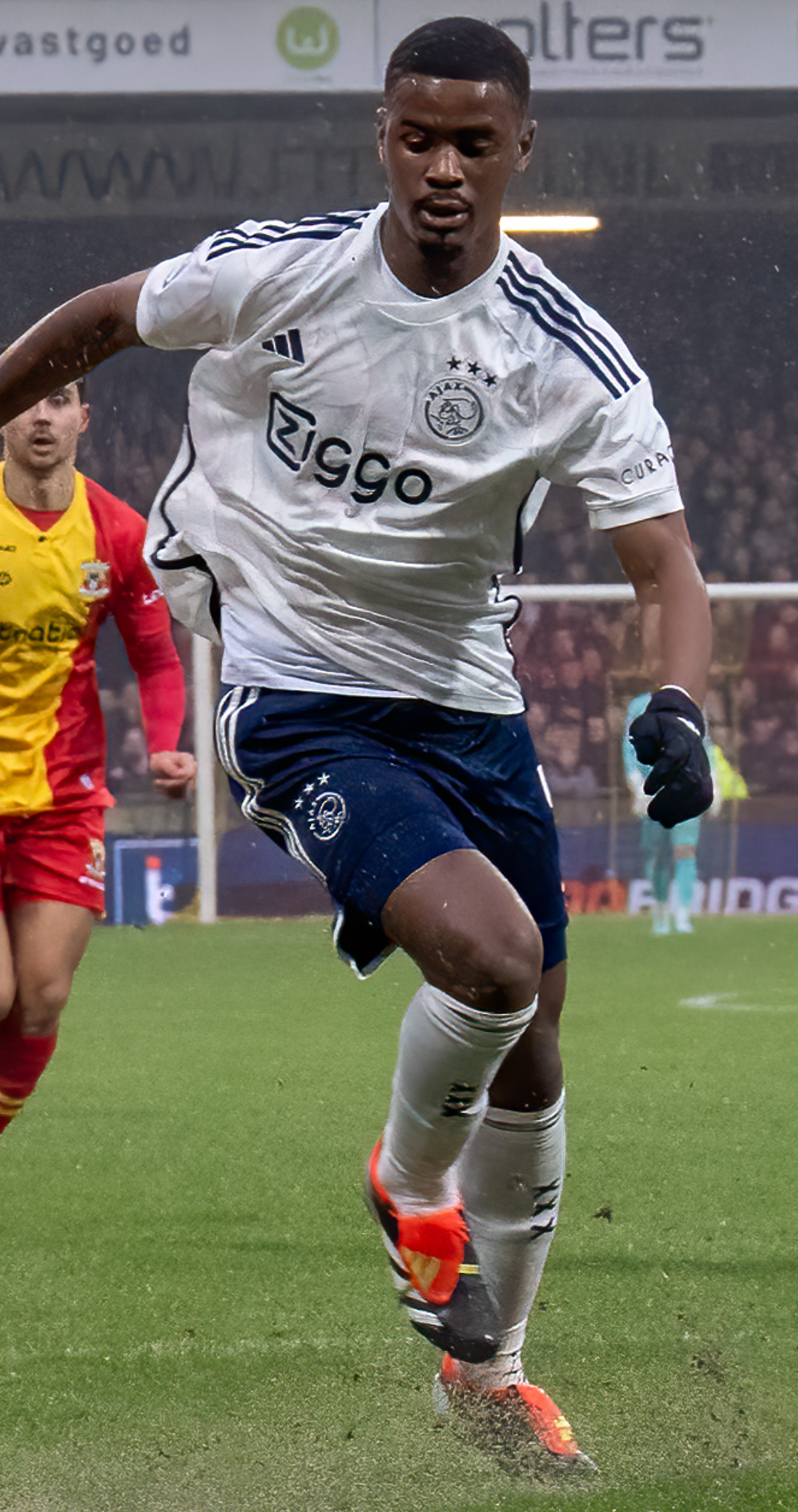
哈圖在2024年為阿積士上陣。

### 球會
最後更新：2025年5月18日
| 效力球會     | 球季     | 聯賽     | 聯賽 | 聯賽 | 國家盃賽 | 國家盃賽 | 洲際賽事 | 洲際賽事 | 總計 | 總計 |
| 效力球會     | 球季     | 聯賽     | 上陣 | 入球 | 上陣     | 入球     | 上陣     | 入球     | 上陣 | 入球 |
| ------------ | -------- | -------- | ---- | ---- | -------- | -------- | -------- | -------- | ---- | ---- |
| 阿積士青年隊 | 2022–23  | 荷乙     | 13   | 1    | —        | —        | —        | —        | 13   | 1    |
| 阿積士       | 2022–23  | 荷甲     | 11   | 0    | 4        | 0        | 0        | 0        | 15   | 0    |
| 阿積士       | 2023–24  | 荷甲     | 33   | 1    | 1        | 0        | 12       | 0        | 46   | 1    |
| 阿積士       | 2024–25  | 荷甲     | 31   | 2    | 2        | 0        | 17       | 1        | 50   | 3    |
| 阿積士       | 總計     | 總計     | 75   | 3    | 7        | 0        | 29       | 1        | 111  | 4    |
| 生涯總計     | 生涯總計 | 生涯總計 | 88   | 4    | 7        | 0        | 29       | 1        | 124  | 5    |

1. ↑  其中八場歐霸盃，四場歐協聯。
2. ↑  於歐霸盃賽事上陣。

### 國家隊
最後更新：2025年3月20日
| 代表國家隊 | 年份 | 上陣 | 入球 |
| ---------- | ---- | ---- | ---- |
| 荷蘭       | 2023 | 1    | 0    |
| 荷蘭       | 2024 | 4    | 0    |
| 荷蘭       | 2025 | 1    | 0    |
| 總計       | 總計 | 6    | 0    |

## 榮譽

### 個人
- 阿積士未來之星獎（阿卜杜勒哈克·努里奖）：2022–23[9]
- 阿積士年度最佳年輕球員獎（馬可·范巴斯滕獎）：2024–25[12]
- 荷甲球季最佳年輕球員：2024–25[14]

## 外部連結
- 皇家荷蘭足球協會網站上的球員檔案
- 祖利爾·哈圖－UEFA國際賽競賽紀錄